# Vadakkekara
Vadakkekara es una ciudad censal situada en el distrito de Ernakulam en el estado de Kerala (India). Su población es de 20571 habitantes (2011). Se encuentra a 29 km de Cochín y a 45 km de Thrissur.

## Demografía
Según el censo de 2011 la población de Vadakkekara era de 20571 habitantes, de los cuales 10065 eran hombres y 10506 eran mujeres. Vadakkekara tiene una tasa media de alfabetización del 95,80%, superior a la media estatal del 94%: la alfabetización masculina es del 97,11%, y la alfabetización femenina del 94,54%.